# Sønderborg Kaserne
Koordinaten: 54° 54′ 56,9″ N, 9° 46′ 59,8″ O

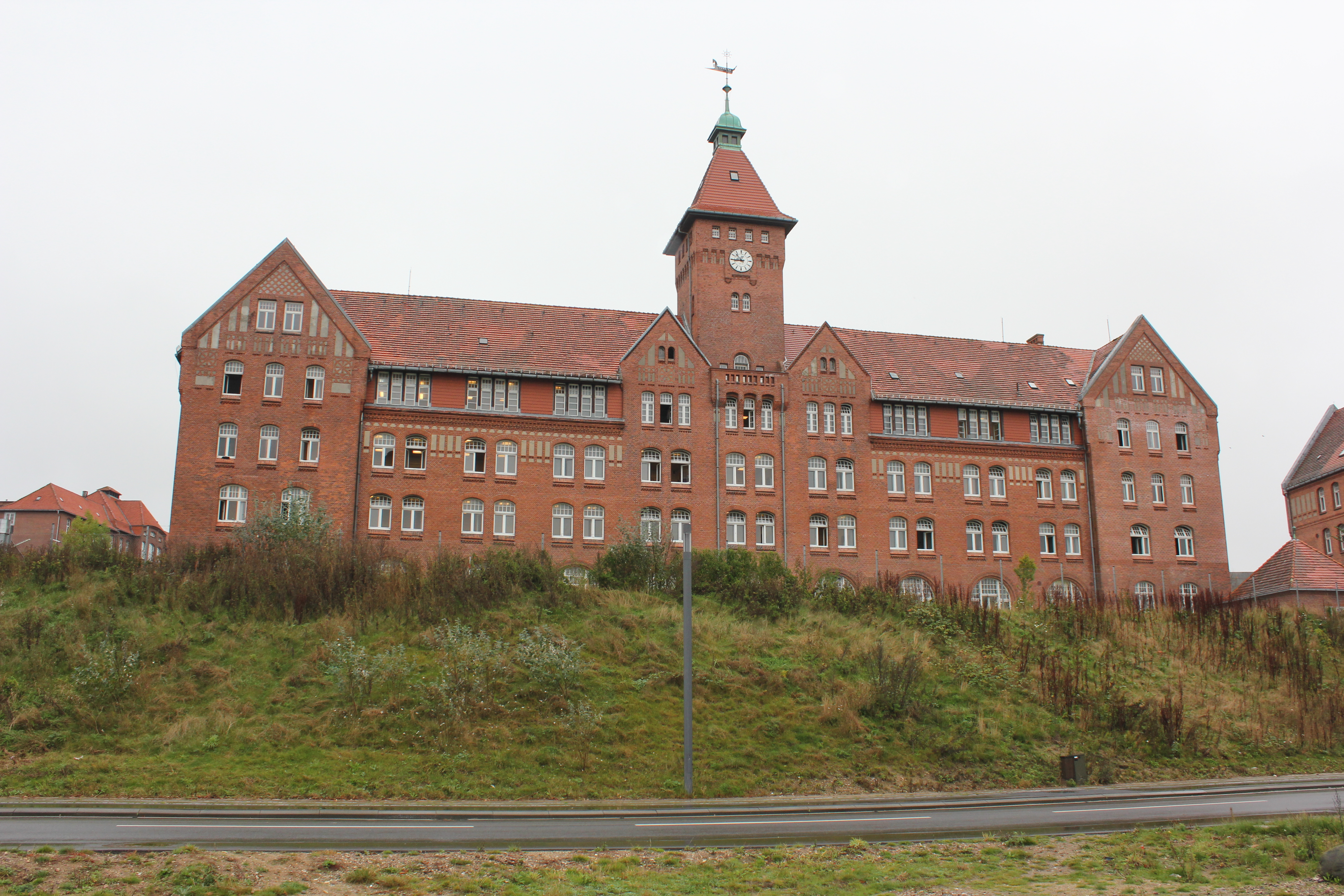
Das Hauptgebäude der Sønderborg Kaserne mit dem Uhrenturm

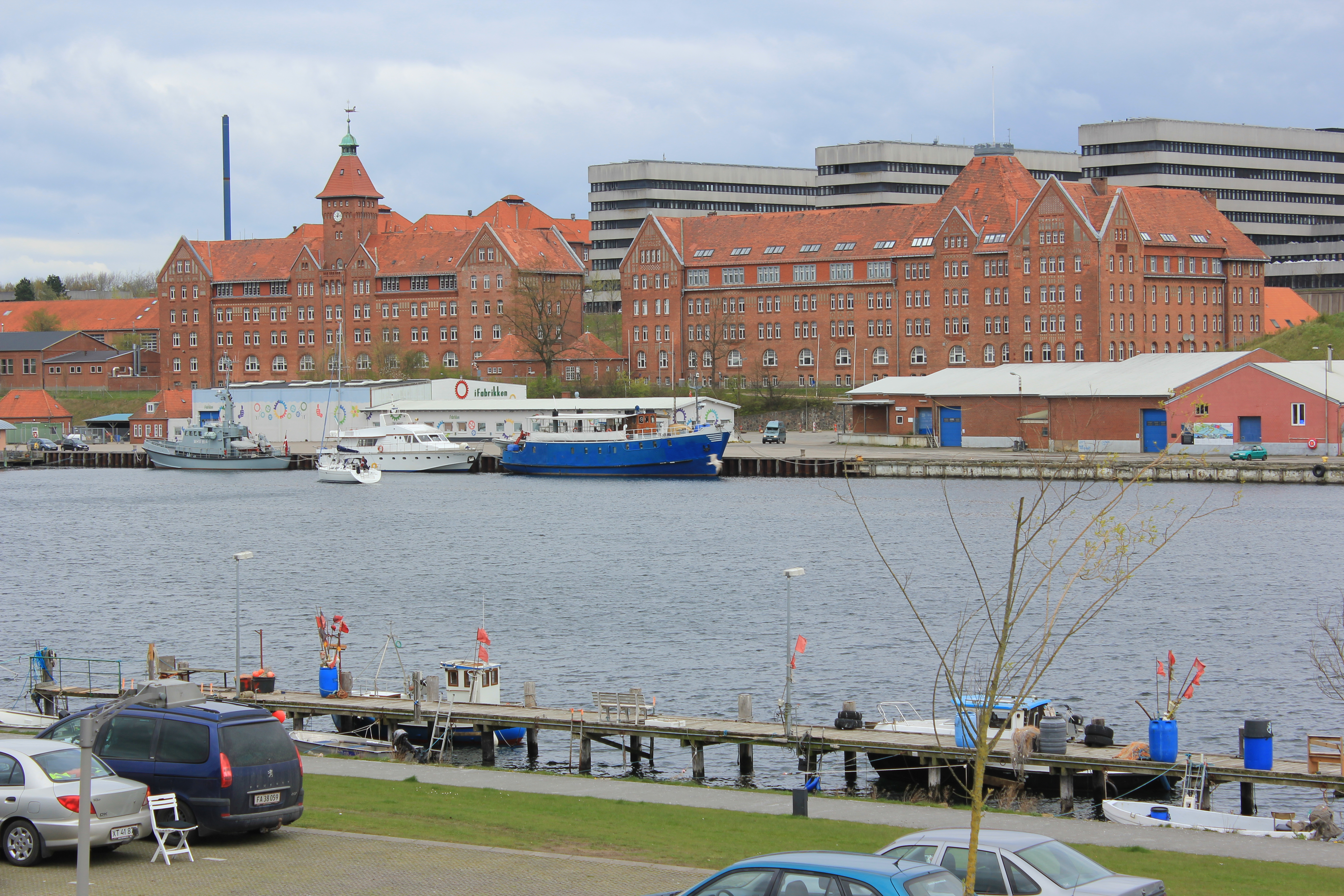
Sønderborg Kaserne vom gegenüberliegenden Ufer

Sønderborg Kaserne (deutsch Kaserne Sonderburg) ist eine Kasernenanlage am Als Sund in Sønderborg. Sie wurde von 1905 bis 1907 nach den Plänen von Adalbert Kelm und Eugen Fink errichtet.

## Geschichte
1890 beteiligte sich bei einem kombinierten Manöver von Marine und Armee in der Umgebung von Sonderburg fast die gesamte Manöver- und Übungsflotte der deutschen Kaiserlichen Marine. Von 1905 bis 1907 wurde die Kaserne Sonderburg errichtet, die als Kaiserliche Schiffsartillerieschule und Schützen-Kaserne diente. Die Architekten waren Eugen Fink sowie Adalbert Kelm, der zudem für die Baupläne der von 1907 bis 1910 errichteten Marineschule Mürwik verantwortlich war. In der Nachbarschaft der Kaserne Sonderborg wurde von 1908 bis 1909 ein Marinelazarett gebaut.
Der Bau der Marineschule Mürwik ist von der Marienburg inspiriert. Zu diesen beiden Bauten zeigt die Sønderborg Kaserne durch den Architekten eine gewisse Ähnlichkeit, weshalb sie Festungs-Ähnlichkeit besitzt. Zudem hatte und hat die Sønderborg Kaserne eine gewisse Ähnlichkeit mit der Gestalt der ehemaligen Torpedoschule in Flensburg-Mürwik, die in der ursprünglichen Gestalt nicht mehr existiert. Auf dem Turm der Sønderborg Kaserne befindet sich noch heute ein Wikingerschiff als Windrichtungsgeber, ähnlich wie dies offenbar auch bei der Tirpitz-Kaserne der Fall war.
Am 1. April 1907 wurde die Kaiserliche Schiffsartillerieschule eröffnet. Die entstandene Gesamtanlage stellte nicht nur eine Schule, sondern eine kleine Marinestation dar. Zwei Schiffe, die Mars und ab 1910 die Danzig, waren dem Standort zugeordnet. Mit der Stationierung der Kaiserlichen Marine gewann die Stadt wirtschaftlich erheblich an Bedeutung und die Bevölkerung von Sonderburg verdoppelte sich.
Die Kaiserliche Schiffsartillerieschule existierte bis zum Ende des Ersten Weltkrieges. Im November 1918 brach in der Marinestation die Novemberrevolution aus, die sich unter Bruno Topff durchsetzte. Kurz danach wurde die Kaiserliche Schiffsartillerieschule nach Kiel-Wik verlegt.

## Dänische Zeit
Nach der Volksabstimmung von 1920 kam Sønderborg zu Dänemark. Die Sønderborg Kaserne diente daraufhin der dänischen Armee als Unteroffiziersschule. Bis in die 2010er Jahre wurde die Kaserne von der dänischen Armee genutzt. 2014 erwarb die Kommune Sønderborg die Kaserne. Der Kommune diente die Kaserne zunächst als Asylbewerberheim. Ende 2018 wurden Teile der Anlage veräußert, seit 2019 befindet sich dort unter anderem ein Hotel. Die übrigen Teile sollen als Vereinslokale genutzt werden.